# جانين شيبرد
جانين شيبرد (بالإنجليزية: Janine Shepherd)‏ هي متزلجة على الجليد ‏ أسترالية، ولدت في 7 يناير 1962 في Dural, New South Wales ‏ في أستراليا.